# Coenosia cilicauda
Coenosia cilicauda är en tvåvingeart som beskrevs av Malloch 1920. Coenosia cilicauda ingår i släktet Coenosia och familjen husflugor. Inga underarter finns listade i Catalogue of Life.